# Landesgartenschau Großenhain 2002
Die Landesgartenschau Großenhain fand als 3. Sächsische Landesgartenschau von April bis Oktober 2002 unter dem Motto: „NaturSchauSpiel“ statt. Landesgartenschauen werden in Sachsen seit 1996 aller drei Jahre veranstaltet.

## Bewerbungsverfahren und Zuschlag
Am 24. September 1997 beschloss der Stadtrat der Stadt Großenhain einstimmig die Bewerbung für die Landesgartenschau 2002. Der Zuschlag für die Ausrichtung wurde am 3. März 1998 durch den Sächsischen Staatsminister für Umwelt und Landwirtschaft Rolf Jähnichen erteilt. Großenhain setzte sich dabei gegen zehn weitere Bewerber durch. Auch die Städte Bad Elster (gemeinsam mit Bad Brambach), Oelsnitz/Vogtl., Altenberg, Hoyerswerda, Kamenz, Niesky, Pirna, Grimma  und Wurzen sowie die Gemeinde Schlema (Erzgebirgskreis) hatten sich für die Ausrichtung der Landesgartenschau 2002 beworben.

## Konzept und Umsetzung
Am 30. April 1998 beschloss der Großenhainer Stadtrat die Durchführung eines Wettbewerbes zur Gestaltung der Gartenschau. Für diesen bewarben sich 89 Planungsbüros, aus denen 30 für den landschaftsarchitektonischen Ideen- und Realisierungswettbewerb ausgewählt wurden. Aus diesem ging das Berliner Büro Jürgen Weidinger und Jörg Springer als Sieger hervor. Die feierliche Preisverleihung erfolgte am 21. Dezember 1998.
Städtebauliches Ziel war die Neugestaltung der innerstädtischen Röderaue unter Einbeziehung der historischen Schlossruine. Dabei sollte das auf dem Areal gelegene Großenhainer Freibad in die Planungen einbezogen und ein durchgehender Grünzug entlang der Großen Röder geschaffen werden. Gleichzeitig war die Rekultivierung früherer Industrieareale vorgesehen, wobei man sich entschied, die Hallen der ehemaligen Textilmaschinenfabrik als Ausstellungsflächen zu nutzen. Unter dem Motto „NaturSchauSpiel“ sollten gärtnerische, städtebauliche und kulturelle Maßnahmen zu einem erlebbaren Konzept verknüpft werden und so zu einem zeitgemäßen Natur-Kunst-Erlebnis werden.
Zur Realisierung erwarb die Stadt Großenhain 1998 die Schlossruine. Am 8. April 1999 gründete sich der Fördervereins der Landesgartenschau Großenhain 2002 e. V. Am 28. April wurde der Gesellschaftsvertrag für die Landesgartenschau Großenhain 2002 GmbH und die Besetzung des Aufsichtsrates durch den Stadtrat von Großenhain beschlossen. Den ersten Spatenstich nahm am 19. Juni 1999 der sächsische Ministerpräsident Kurt Biedenkopf vor. Die Eröffnung der 3. Sächsischen Landesgartenschau erfolgte am 20. April 2002.
Im August 2002 kam es in Sachsen zu einer schweren Hochwasserkatastrophe, von der auch Großenhain betroffen war. Wegen Überflutung von Teilen des Landesgartenschaugeländes musste diese mehrere Tage geschlossen bleiben. Aus diesem Grund entschieden sich die Veranstalter, die Schau um einige Tage zu verlängern.
Mit mehr als 569.000 Besuchern endete die 3. Sächsische Landesgartenschau am 20. Oktober 2002. Kritik gab es später durch den sächsischen Landesrechnungshof, der die deutliche Überschreitung des geplanten Investitionsvolumens von ursprünglich 11 auf über 19 Millionen Euro kritisierte.

## Gartenschauareal
Das ca. 17 Hektar große Gelände der 3. Sächsischen Landesgartenschau in Großenhain gliederte sich in drei wesentliche Teilbereiche: die innerstädtische Röderaue, das Gelände der historischen Schlossruine mit Bergfried und das Areal der ehemaligen Textilmaschinenfabrik und weiterer Industriebrachen. Diese wurden durch den Flusslauf der Großen Röder und seine Nebenarme, ein flussbegleitendes Wegenetz und das „Tal der Gräser“ miteinander verbunden. Charakteristisch war die Verbindung zwischen Natur und Wasser, welche sich auch im Logo und im Maskottchen „Nix“, einer Figur aus der Großenhainer Sagenwelt widerspiegelte.

### Ausstellungshallen
Als Standort der Ausstellungshallen wählte man das Gelände der früheren „Textima“, einem ehemaligen Zweigbetrieb des DDR-Textilmaschinenbaukombinates. Mit Hilfe von Fördermitteln des Sächsischen Staatsministerium für Wirtschaft und Arbeit und der Europäischen Union konnte diese Industriebrache für die Landesgartenschau rekultiviert werden. In den alten Gießereihallen fanden während der Gartenschau wechselnde Blumenschauen statt. Eine weitere Halle diente als Schmetterlingshaus. Entlang der Röder entstand ein öffentlicher Platz, welcher durch Stauden und Sommerblumen als Senkgarten gegliedert wurde.

### Schlossruine
Die aus dem 13. Jahrhundert stammende und seit dem 19. Jahrhundert als Wollgarnweberei gewerblich genutzte Schlossruine wurde als Kulturzentrum der Stadt umgebaut. Dabei entstanden unter Erhalt der historischen Bausubstanz und des ruinenhaften Charakters verschiedene Veranstaltungsräume. Höhepunkt war der 27 Meter hohe Bergfried, welcher als Aussichtsturm einen Rundblick über das Gartenschaugelände und die Stadt bot. Auf dem äußeren Schlossgelände entstand ein neuer Stadtplatz. Auch ein Großteil des historischen Burggrabens und die Reste einer alten Brücke wurde freigelegt. Für den Bau erhielt das ausführende Architektenbüro Springer Architekten aus Berlin den BDA-Preis Sachsen 2004 verliehen.

### NaturErlebnisBad
Das bestehende Strandbad wurde im Vorfeld der Landesgartenschau zu einem modernen Naturerlebnisbad mit 3.200 Quadratmetern Wasserfläche umgestaltet. Hinzu kam ein 2100 Quadratmeter großer Regenerationsteich. Auch hierfür standen Fördermittel der Europäischen Union zur Verfügung. Zur Wasseraufbereitung erhielt das Bad eine Schilfkläranlage mit Kiesfilter, welche ohne jeglichen chemischen Einsatz auskommt. Das bislang einzigartige Projekt wurde durch die Deutsche Bundesstiftung Umwelt unterstützt. Die Einweihung des Naturerlebnisbades, zum Zeitpunkt seiner Entstehung größtes öffentliches Freibad seiner Art in Deutschland, erfolgte bereits vor Beginn der Gartenschau am 1. Juni 2001. 2003 erhielt das Bad den ersten Sächsischen Staatspreis für Baukultur verliehen.

### Gondelteich
Die bereits vorhandene Gondelteichanlage im Zentrum des Geländes wurde unter Beibehaltung der hydrologischen Verhältnisse instand gesetzt. Zwei verfallene Seebrücken wurden in diesem Zusammenhang durch Neubauten ersetzt und durch eine zusätzliche Steganlage ein weiterer Erlebnisbereich geschaffen. Außerdem erfolgte eine Erneuerung des Hochwasserschutzdeiches als prägendes Element.

### Tal der Gräser
Das im westlichen Teil des Ausstellungsgeländes gelegene „Tal der Gräser“ wurde durch einen Fußgängertunnel mit dem angrenzenden Stadtpark verbunden. Hier gab es u. a. mehrere Themenkleingärten sowie Ausstellungen zu Obst- und Gemüsebau und von Rassegeflügel. Ein Fußweg führte entlang der Röder durch ein früheres Industriegebiet und wurde mit Hilfe von Gräserpflanzungen naturnah gestaltet Dem Thema Wasser widmeten sich Gestaltungselemente wie Sitzstufen am Wasser, eine Fischtreppe und der Kneippweg.

## Nachnutzung
Nach Abschluss der Landesgartenschau wurde das Gelände als öffentliche Parkanlage genutzt. Die sanierte Schlossruine dient als „Kulturzentrum Schloss Großenhain“ für verschiedene öffentliche Veranstaltungen. Auch das „NaturErlebnisBad“ ist in den Sommermonaten weiterhin in Betrieb. 2010 entstanden in den Parkanlagen durch einen Wirbelsturm schwere Schäden, dem fast alle großen Bäume zum Opfer fielen.